# Sete cumes vulcânicos

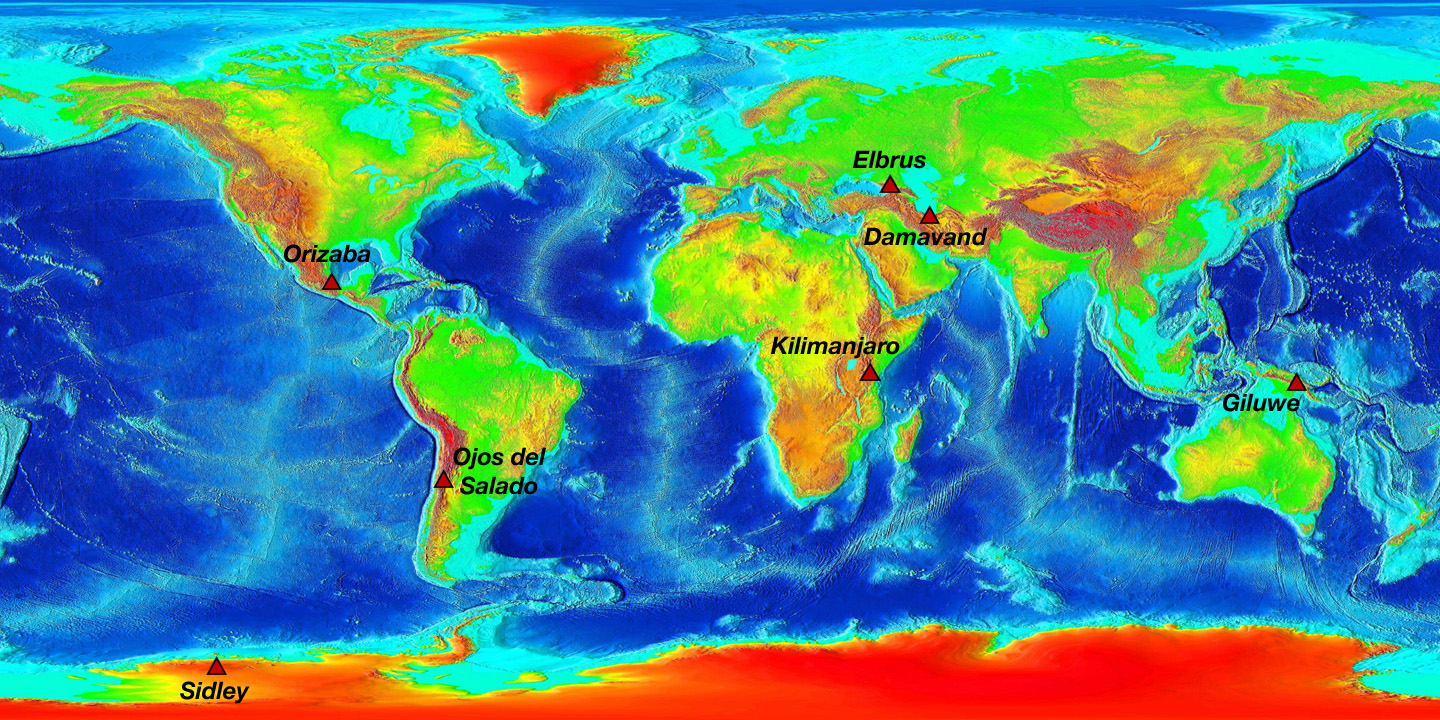
Os sete cumes vulcânicos.

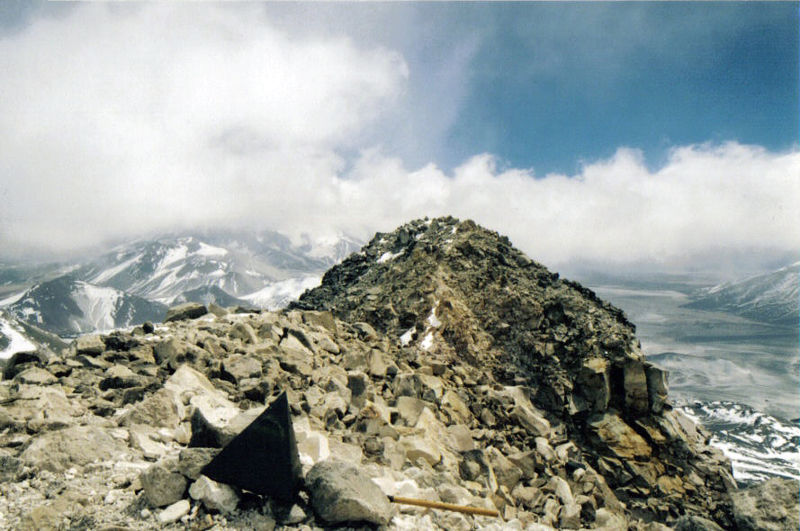
Cume do Ojos del Salado

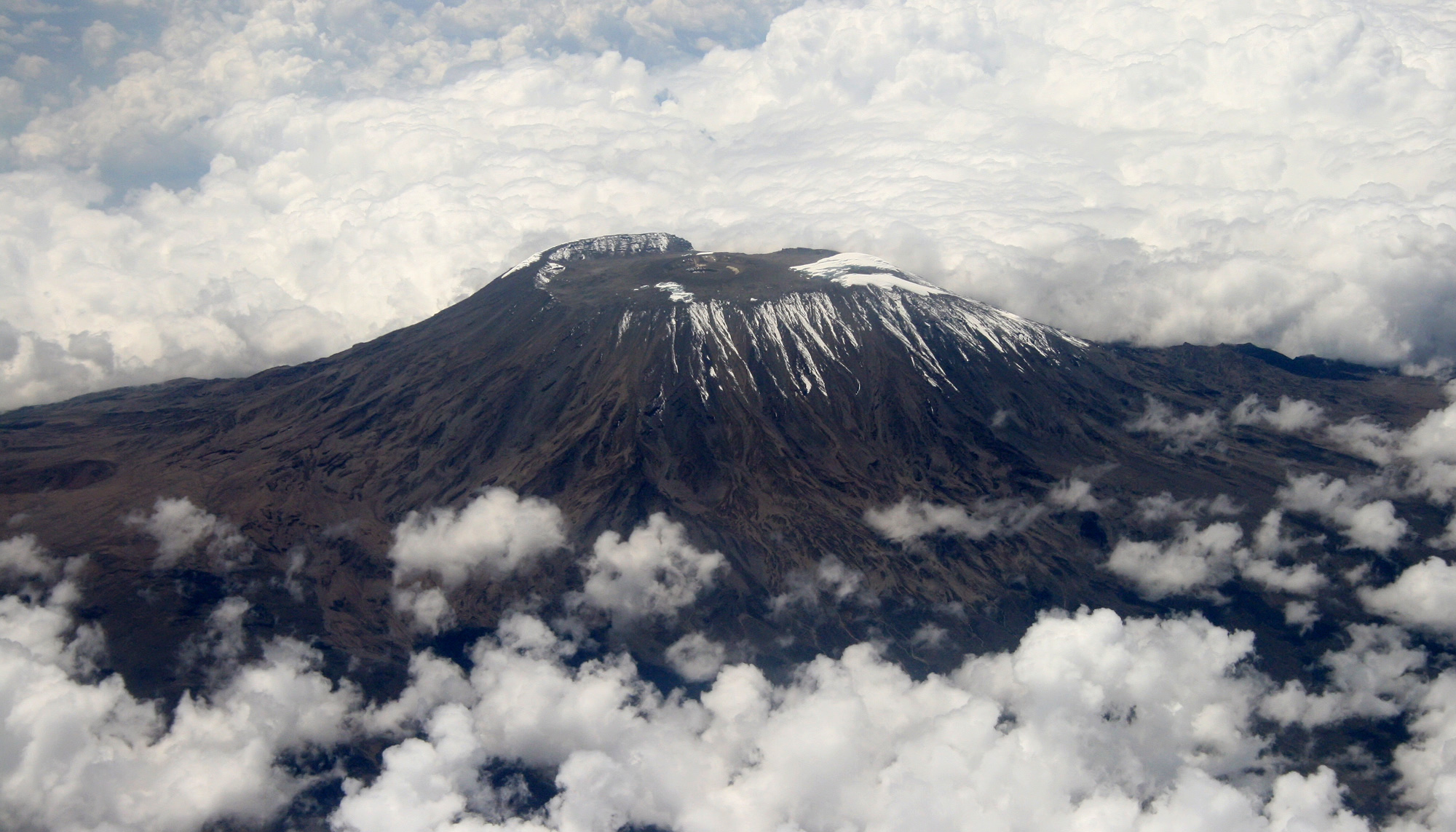
Cume Kibo do Kilimanjaro

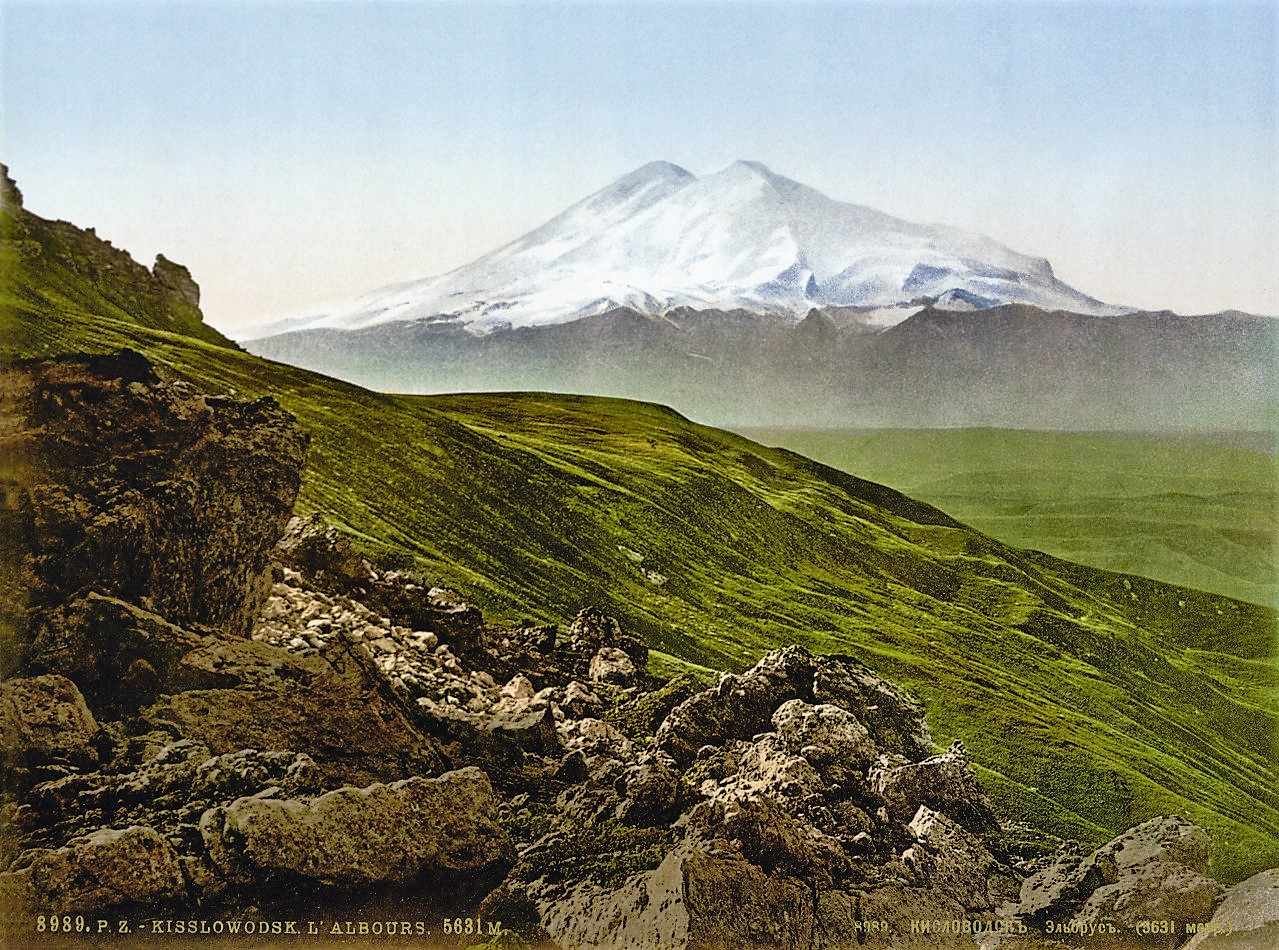
O monte Elbrus

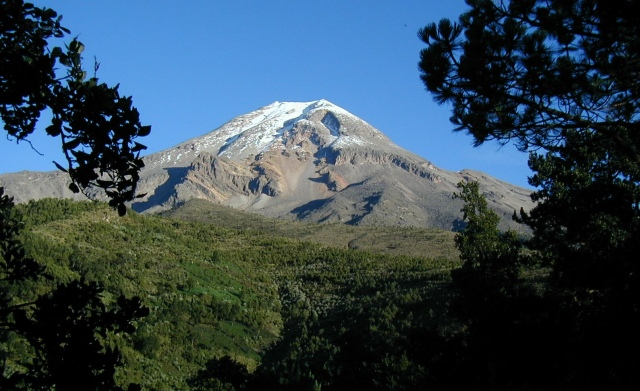
O pico de Orizaba

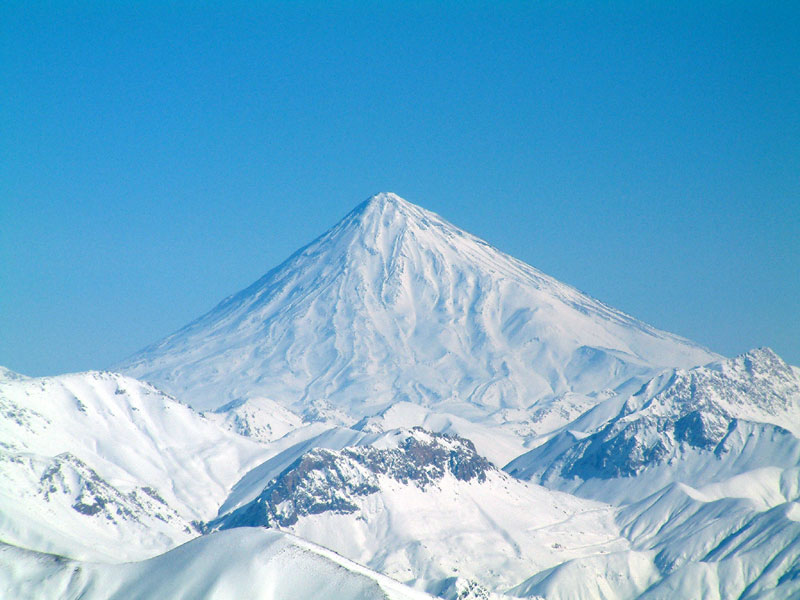
O monte Damavand

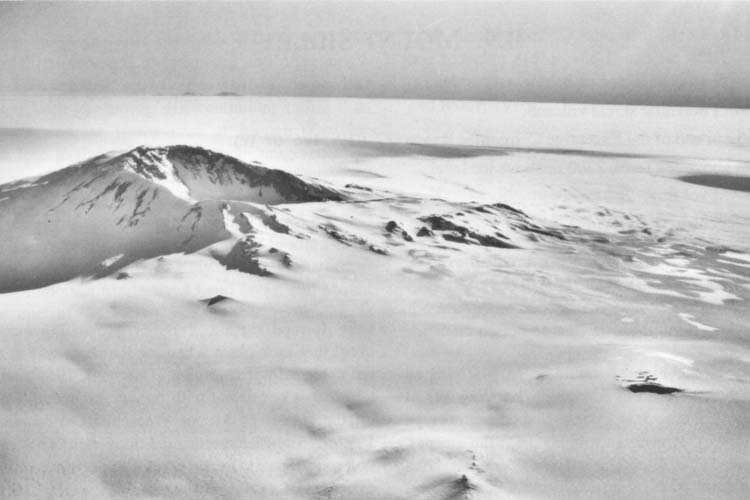
O monte Sidley

Sete cumes vulcânicos é o grupo dos vulcões mais altos de cada um dos oito continentes, aqueles cujos sete cumes são as mais altas montanhas em cada continente. Subir a todos os sete vulcões da lista é um importante desafio de montanhismo.

## Definições
Devido às diversas interpretações sobre os limites dos continentes (geológicos, geográficos, geopolíticos) há várias definições para os cumes mais altos de cada continente e mesmo sobre o número de continentes. O número sete usado aqui é baseado no modelo continental usado na Europa Ocidental e Estados Unidos, sendo os continentes definidos em base geológica e geográfica, e não geopolítica.
Outra questão adicional relaciona-se com a determinação do mais alto cume de um vulcão precisamente pela definição de vulcão e pela proeminência topográfica mínima que uma elevação deve ter para ser considerada uma montanha distinta de outras do mesmo maciço. Nesta lista, os cumes deverão ter um centro vulcânico eruptivo, não meramente composto por rochas vulcânicas elevadas por outros processos geológicos. Além disso, a proeminência topográfica deverá ser pelo menos de 300 m, de modo a que a lista inclua apenas montanhas vulcânicas genuínas e não situações menores de acumulação de lava que verteram para a superfície da Terra em regiões de grande altitude (ver o caso da Ásia em seguida).

### África, América do Norte, Antártida
Não há polémica quanto ao reconhecimento dos mais altos vulcões em África, América do Norte, e Antártida, que são respetivamente o Kilimanjaro, o pico de Orizaba, e o monte Sidley.

### Austrália (Oceania)
Embora os vulcões no continente australiano sejam poucos e estejam inativos, a lista reconhece que a ilha da Nova Guiné é parte integral do continente australiano (Oceania). Muitos artigos científicos das décadas de 1970 e 1980 confirmam que o monte Giluwe na Papua-Nova Guiné é de facto um antigo vulcão erodido,
contrariamente a montanhas mais altas da Nova Guiné, que são de origem não-vulcânica.
Mesmo se este continente for definido em vez da Oceania (acrescentando a Nova Zelândia e a Polinésia incluindo o Havai), o monte Giluwe continua a ser o mais alto vulcão, uma vez que excede a altitude do Mauna Kea no Havai e a de todos os vulcões na Nova Zelândia.

### Europa
O geralmente aceite limite geográfico entre a Ásia e a Europa corre ao longo do tergo dos Montes Urais no centro da Rússia e pelo Cáucaso ao longo da fronteira sul da Rússia. Uma vez que o maciço de dois cumes do estratovulcão do monte Elbrus se eleva a norte do tergo principal, torna-se o ponto mais alto da Europa e também o seu mais alto vulcão.
Porém, alguns geólogos, consideram a depressão Kuma–Manych como o limite geológico entre a Ásia e a Europa. Esta definição relega o Elbrus para a Ásia, tornando-o o mais alto vulcão da Ásia (ver abaixo) e fazendo com que o monte Etna (um estratovulcão ativo com 3330 m de altitude na Sicília, Itália) seja o mais alto vulcão na Europa. O Teide nas ilhas Canárias, quando ativo, é mais alto que o Etna e qualquer vulcão em território europeu, mas não é considerado porque geologicamente as Canárias pertencem ao continente africano.

### América do Sul
O Aconcágua, a mais alta montanha da América do Sul e de todo o hemisfério ocidental, foi durante muito tempo considerada como um vulcão, mas atualmente há consenso de que esta montanha consiste em rochas de origem vulcânica erguidas mas que não resultaram de erupção na sua forma atual, pelo que não é um vulcão.
Embora os mapas topográficos do Chile e da Argentina que contêm os pontos mais altos tenham pouca precisão cartográfica e topográfica, com erros nas altitudes superiores a 100 m em diversos casos[carece de fontes?], o consenso atual é baseado nos mais recentemente medidos locais, com o Ojos del Salado sendo o segundo ponto mais alto da América do Sul e o seu vulcão de maior altitude, bastante maior que o Monte Pissis.

### Ásia
O Monte Damavand com 5610 m de altitude é um estratovulcão muito grande e isolado, com mais de 4600 m de proeminência topográfica. Embora haja mais de 70 cones piroclásticos conhecidos como vulcões Kunlun no Tibete acima da altitude do cume do Damavand, e o mais alto destes tenha altitude estimada em 5808 m, não são considerados como montanhas vulcânicas mas sim cones. Os dados são extremamente vagos sobre este cones, as altitudes listadas e as proeminências topográficas são de precisão desconhecida e a confiabilidade é no mínimo polémica.

## A lista
| Ojos del Salado | 6893 m | 3688 m | América do Sul         | Andes                             | Chile/Argentina  |
| Kilimanjaro †   | 5895 m | 5882 m | África                 | Kilimanjaro                       | Tanzânia         |
| Elbrus †        | 5642 m | 4741 m | Europa                 | Montanhas do Cáucaso              | Rússia           |
| Pico de Orizaba | 5636 m | 4922 m | América do Norte       | Cinturão Vulcânico Trans-Mexicano | México           |
| Damavand        | 5610 m | 4667 m | Ásia                   | Alborz                            | Irão             |
| Monte Giluwe    | 4368 m | 2488 m | Continente australiano | Southern Highlands                | Papua-Nova Guiné |
| Monte Sidley    | 4285 m | 2517 m | Antártida              | Cordilheira do Comité Executivo   | -                |

†NOTA: Dois dos "sete cumes vulcânicos", o Kilimanjaro e o Elbrus, são também integrantes dos sete cumes. O Ojos del Salado pertence à lista dos sete segundos cumes.

## Sete segundos cumes vulcânicos
Definir os segundos mais altos vulcões em cada continente é ligeiramente mais complexo, porque as definições continentais tornam-se críticas, em especial no problema entre a Austrália e a Oceania: o monte Hagen na Papua-Nova Guiné é certamente o segundo mais alto vulcão do continente australiano, mas se estender a definição continental para a definição mais lata de Oceania o monte Hagen passará para quarto, atrás do Mauna Kea e do Mauna Loa, ambos na ilha Havai.
Na Europa, o segundo mais alto vulcão é o Kazbek, localizado sobre a fronteira Geórgia-Rússia. Apesar do estatuto da Geórgia como país europeu ser por vezes discutido, o Kazbek está situado inteiramente do lado europeu do Cáucaso. O rio Terek corre a sua e a oeste do Kazbek mas drena para norte, na direção da Rússia.
As várias definições estão listadas na tabela abaixo, de modo que há 8 vulcões listados:
| Monte Pissis   | 6793 m | 2138 m | América do Sul   | Andes                             | Argentina        |
| Popocatepetl   | 5426 m | 3020 m | América do Norte | Cinturão Vulcânico Trans-Mexicano | México           |
| Monte Quénia † | 5199 m | 3825 m | África           | Monte Quénia                      | Quénia           |
| Monte Ararate  | 5137 m | 3611 m | Ásia             | Monte Ararate                     | Turquia          |
| Kazbek         | 5033 m | 2353 m | Europa           | Cáucaso                           | Geórgia          |
| Mauna Kea      | 4205 m | 4205 m | Oceania          | Ilha Havai                        | Estados Unidos   |
| Monte Érebo    | 3794 m | 3794 m | Antártida        | Ilha de Ross                      | -*               |
| Monte Hagen    | 3778 m | >900 m | Austrália        | Hagen Range                       | Papua-Nova Guiné |

†NOTA: Só um destes "sete segundos cumes vulcânicos", o monte Quénia, é também membro dos "sete segundos cumes".
*Território reclamando pela Nova Zelândia. A maior parte dos estados não reconhece as reivindicações territoriais sobre a Antártida.